# Прашчијак
Прашчијак је насељено мјесто у Босни и Херцеговини у општини Бихаћ које административно припада Федерацији Босне и Херцеговине. Према попису становништва из 1991. у насељу је живјело 101 становника.

## Становништво
| Националност       | 1991. | 1981. | 1971. | 1961. |
| Срби               | 98    | 99    | 133   | 133   |
| Југословени        | 3     | 2     |       |       |
| остали и непознато |       |       |       | 1     |
| Укупно             | 101   | 101   | 133   | 134   |

| Демографија | Демографија | Демографија |
| Година      | Становника  | Становника  |
| ----------- | ----------- | ----------- |
| 1961.       | 134         |             |
| 1971.       | 133         |             |
| 1981.       | 101         |             |